# Joseph Muscat
Joseph Muscat (Pietà,  22 de janeiro de 1974) é um político maltês, que serviu como Primeiro-ministro de Malta de 2013 a 2020. Ele também foi o líder do Partido Trabalhista de Malta (PL), de 2008 a 2020.

## Educação
Muscat fez seus estudos secundários em Saint Aloysius College, Malta e o bacharelado na Universidade de Malta e na Universidade de Bristol.
Licenciou-se em Gestão Comercial e Ciências Políticas na Universidade de Malta, em 1995 e em Artes com honras à Ciência Política na mesma Universidade, em 1996, além de um mestrado de Arte em Estudos Europeus em 1997 e um doutorado em Gestão em Investigação na Universidade de Bristol, em 2007, com a tese sobre Fordismo, Multinacionais e PME em Malta.

## Jornalismo
Muscat trabalhou como jornalista na emissora de rádio do partido, Super One Radio (atual "One Radio"). Depois ocupou um cargo similar na Super One TV (atual One TV). Torna-se em 1995 no chefe do departamento de notícias. Também escreve no jornal online do partido, entre 2001 e 2004. Muscat trabalhou regularmente como colunista no "l-Orizzont", jornal em língua maltesa, publicado pela União Geral dos Trabalhadores e na parceira Sunday semanalmente it-Torca e foi contribuinte regular no "The Times of Malta", um jornal independente publicado em inglês em Malta.

## Política
Muscat fazia parte das Novas Gerações do Partido Trabalhista, o "Fórum da Juventude do Trabalho" (Forum Żgħażagħ Laburisti) onde trabalhou como secretário financeiro (1994–97) e Presidente Interino (1997). Ele, então, trabalhou como secretário da Educação na Administração Central do Partido (2001-2003) e presidente da Conferência Geral Anual (2003). Durante o governo trabalhista de 1996-98, foi membro da Comissão Nacional de Moralidade Fiscal (1997–98).
Em 2003 foi nomeado para um grupo de trabalho dirigido por George Vella e Evarist Bartolo na política do Partido Trabalhista na União Europeia. Este grupo de trabalho produziu um documento Il-Partit Laburista u l-Unjoni Ewropea: Għall-Ġid tal-Maltin u l-Għawdxin (Partido Trabalhista e a União Europeia: Para o benefício dos habitantes de Malta e os Gozitanos) que foi adotado pelo Partido Trabalhista em sua Conferência Geral Extraordinária em novembro daquele ano. Lá Muscat foi aprovado como candidato à eleição para o Parlamento Europeu.

### Membro do Parlamento Europeu (2004-2008)
Muscat foi votado no Parlamento Europeu nas eleições europeias de 2004 o Parlamento como o candidato do Partido Trabalhista, que recebeu a maioria dos votos. Tomnou assento como pelo Partido Socialista Europeu, ocupou o cargo de Vice-Presidente do Comitê de Negócios Monetários e Econômicos do Parlamento Europeu e membro substituto da Comissão do Mercado Interno e Proteção dos Consumidores. Ele era membro de várias delegações para as relações com Bielorrússia e o Sudeste de Europa. Ele também foi membro da Comissão de Cooperação Parlamentar UE-Armênia, UE-Azerbaijão e da UE-Geórgia.
Como um membro do Parlamento apoiou a redução de impostos sobre a televisão via satélite, direitos para os consumidores para ver eventos esportivos gratuitamente e uma série de questões relacionadas com a proteção ambiental em Malta. Fez parte do grupo responsável por um relatório sobre as taxas móveis de itinerário, contas bancárias e venda de bancos.
Muscat renunciou em 2008 para ocupar um lugar no Parlamento de Malta e assim, o cargo de Líder da Oposição. Quatro meses antes, tinha sido votado nas Listas do Partido Trabalhista. Antes de sua demissão, propôs novas normas para o setor financeiro da UE que foram adotadas pelo Parlamento Europeu.

### Líder do Partido Trabalhista (desde 2008)

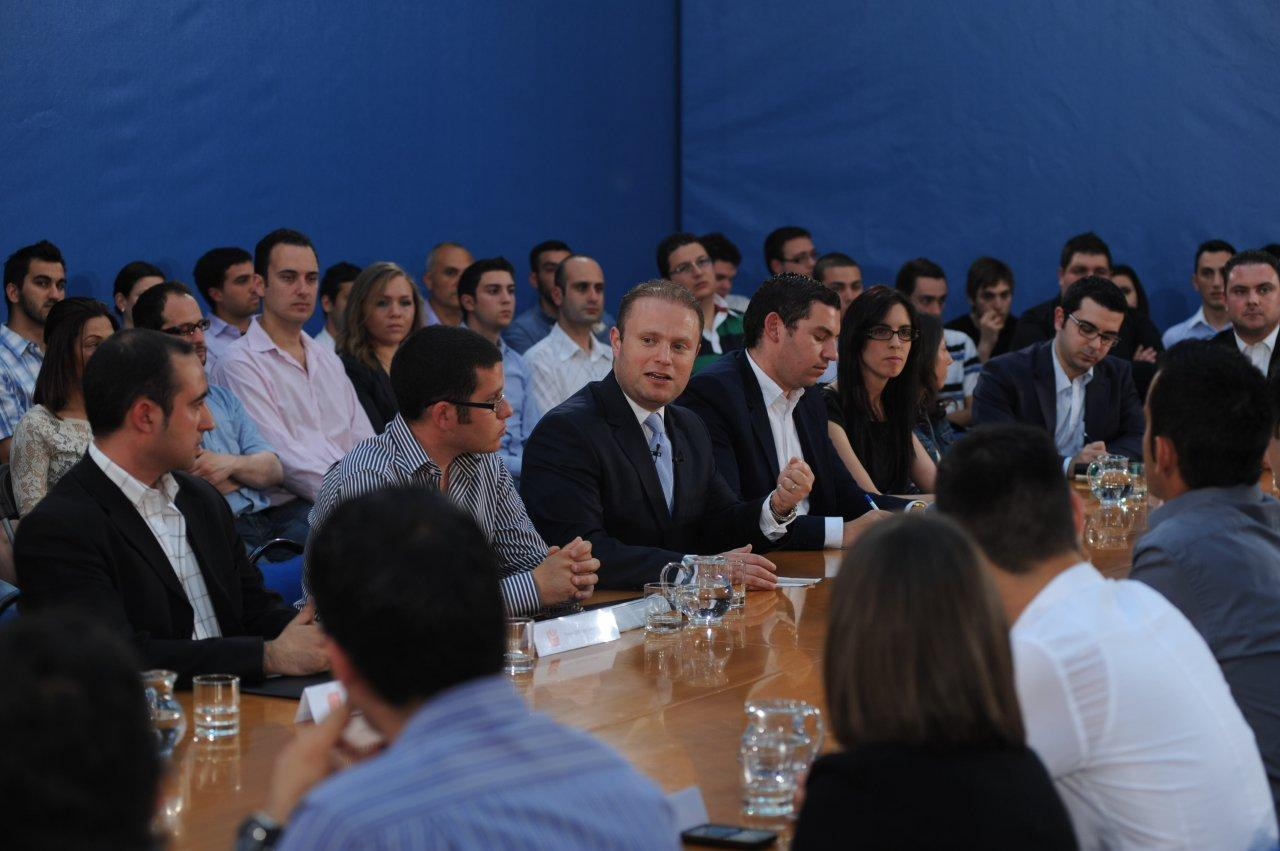
Joseph Muscat explicando suas propostas às Novas Gerações do partido

Em 24 de março de 2008, Muscat anunciou sua candidatura para o cargo de líder do partido, substituindo Alfred Sant que se demitiu após a sua terceira derrota consecutiva com o partido, após as eleições gerais de 2008 e a pesada derrota no referendo sobre a UE em março de 2003.
Embora não fosse membro do Parlamento de Malta, Muscat foi escolhido como o novo líder do partido no dia 6 de junho de 2008. Para o cargo de líder da oposição, foi cooptado para a vaga deixada por Joseph Cuschieri no Parlamento maltês em 1 de outubro de 2008. Finalmente tomou o sexto lugar atribuído a Malta no Parlamento Europeu desde que o Tratado de Lisboa entrou em vigor em 2011. Ao assumir o comando do partido, fez algumas mudanças, incluindo o nome e do emblema do partido.
Nas eleições ao Parlamento Europeu de 2009, as primeiras com Muscat como líder do partido, os candidatos trabalhistas obtiveram 55% dos votos, enquanto que o Partido Nacionalista obteve 40% para seus candidatos.
Muscat disputou a eleição geral em Malta, pela primeira vez em 10 de março de 2013 em que ele venceu com 55% dos votos. Foi empossado como primeiro-ministro de Malta em 11 de março de 2013.

### Primeiro-ministro de Malta (2013-2020)
Muscat foi eleito primeiro-ministro nas Eleições Gerais de Malta no dia 10 de março de 2013, derrotando a Lawrence Gonzi do Partido Nacionalista, seu predecessor. O Partido Trabalhista ganhou com uma margem ao redor de 36 mil votos.
Em dezembro de 2019, Muscat anunciou que renunciaria após denúncias de corrupção e inação após a morte de uma jornalista. Sua renúncia se tornou efetiva em janeiro de 2020.